# 圣日耳曼勒瓦松
圣日耳曼勒瓦松（法語：Saint-Germain-le-Vasson，法語發音：[sɛ̃ ʒɛʁmɛ̃ lə vasɔ̃] ⓘ）是法国卡尔瓦多斯省的一个市镇，属于卡昂区。

## 地理
圣日耳曼勒瓦松（49°0'11"N, 0°18'2"W）面积9.41 平方千米，位于法国诺曼底大区卡爾瓦多斯省，该省份为法国西北部沿海省份，北濒大西洋英吉利海峡，东北与滨海塞纳省以海上边界相接，东临厄尔省，南至奧恩省，西与芒什省接壤。
与圣日耳曼勒瓦松接壤的市镇（或旧市镇、城区）包括：巴尔伯里、埃特雷拉康帕涅、方丹勒潘、格兰维尔-朗加讷里、穆利讷、苏蒙圣康坦、于尔维尔。

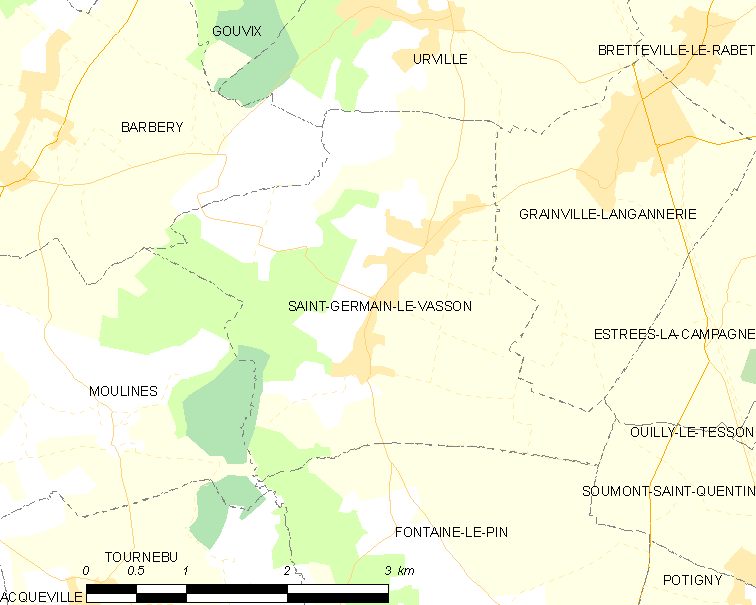
圣日耳曼勒瓦松的OSM定位图

圣日耳曼勒瓦松的时区为UTC+01:00、UTC+02:00（夏令时）。

## 行政
圣日耳曼勒瓦松的邮政编码为14190，INSEE市镇编码为14589。

## 政治
圣日耳曼勒瓦松所属的省级选区为勒奥姆县。

## 人口

1962-2008年间圣日耳曼勒瓦松人口变化图示

圣日耳曼勒瓦松于2022年1月1日时的人口数量为960人。